# Јордан на Светском првенству у атлетици на отвореном 2022.
Јордан је учествовао на 18. Светском првенству у атлетици на отвореном 2022. одржаном у Јуџину  од 15. до 25. јула седамнаести пут. Репрезентацију Јордана представљао је 1 такмичар који се такмичио у трци 100 метара.,
На овом првенству такмичар Јордана није освојио ниједну медаљу али остварио најбољи резултат сезоне.

## Учесници
Мушкарци:
- Омар Абурус — 100 м

## Резултати

### Мушкарци
| Атлетичар   | Дисциплина | Лични рекорд | Предтакмичење    | Предтакмичење | Квалификације        | Квалификације        | Полуфинале           | Полуфинале           | Финале               | Финале       | Детаљи |
| Атлетичар   | Дисциплина | Лични рекорд | Резултат         | Место         | Резултат             | Место                | Резултат             | Место                | Резултат             | Место        | Детаљи |
| ----------- | ---------- | ------------ | ---------------- | ------------- | -------------------- | -------------------- | -------------------- | -------------------- | -------------------- | ------------ | ------ |
| Омар Абурус | 100 м      | 11,03        | 11,24 (.233) ЛРС | 4. у гр. 4    | Није се квалификовао | Није се квалификовао | Није се квалификовао | Није се квалификовао | Није се квалификовао | 16 / 67 (71) |        |